# Rostamkola

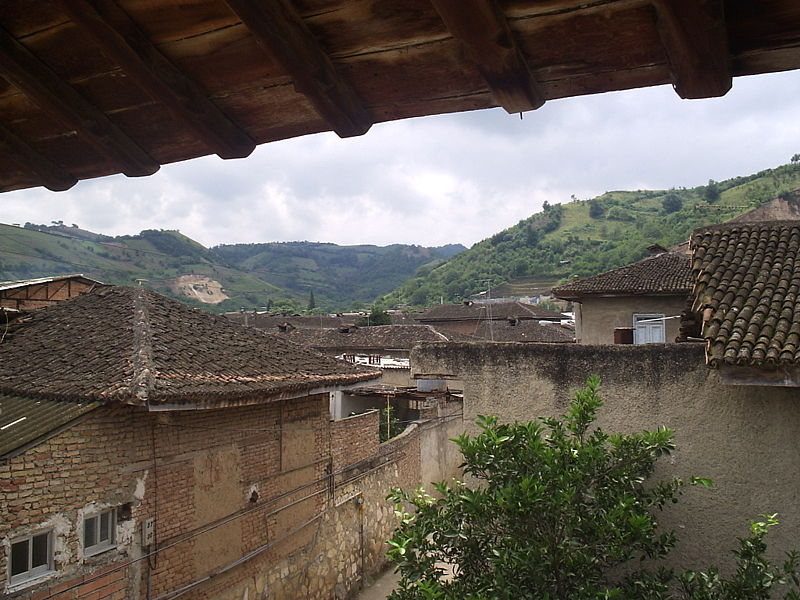
Blick auf den alten Stadtteil

Rostamkola (persisch رستمکلا, DMG Rostamkolā) ist eine Stadt in der Provinz Māzandarān in Iran.

## Lage
Die Stadt liegt 10 km westlich von Behschahr. Zum Kaspischen Meer im Norden sind es etwa 15 km.

## Name
Rostamkola bedeutet Hut von Rostam auch Krone von Rostam; auch als Rostamkolā, Rostam Kola, Rostam Kala oder Rostam Kula gelistet. Weiter wird die Stadt als Kaba ye Zordoscht (Würfel von Zoroaster), auch (Xorn) Horn+Nay (Alpenhorn) d. h. Trompetenhaus, als Naghareh-Khaneh eigentlich Paukenhaus, Trommelhaus (siehe auch Naqqarkhana) und selbst als Kafter-Khaneh Taubenhaus bezeichnet. In diesem Zusammenhang schreibt Carl Ritter: 
Die Muselmänner sind nicht verlegen, ihm allerlei Namen zu geben: Kabah Zaratuscht, d. i. Tempel des Zoroaster (von Kabah, d. i. Kubus dann Tempelhaus), oder Kerennai Khaneh, d. i. Trompeterhaus oder Nagareh Khaneh, Trommlerhaus, d. i am gewöhnlichsten Taubenhaus [...]

## Geschichte
Die Stadt liegt unweit von Gohar Tepe, einem antiken Ort, der über 2500 Jahre alt ist.
Die Universität München hat hier archäologische Untersuchungen im Rahmen eines Gemeinschaftsprojektes der Cultural Heritage Organisation of Mazandaran durchgeführt.

## Verkehr
Die Stadt besitzt einen Bahnhof an der Transiranischen Eisenbahn.
Durch den Ort führt die A 70.